# イサーク・ファン・ロイスダール

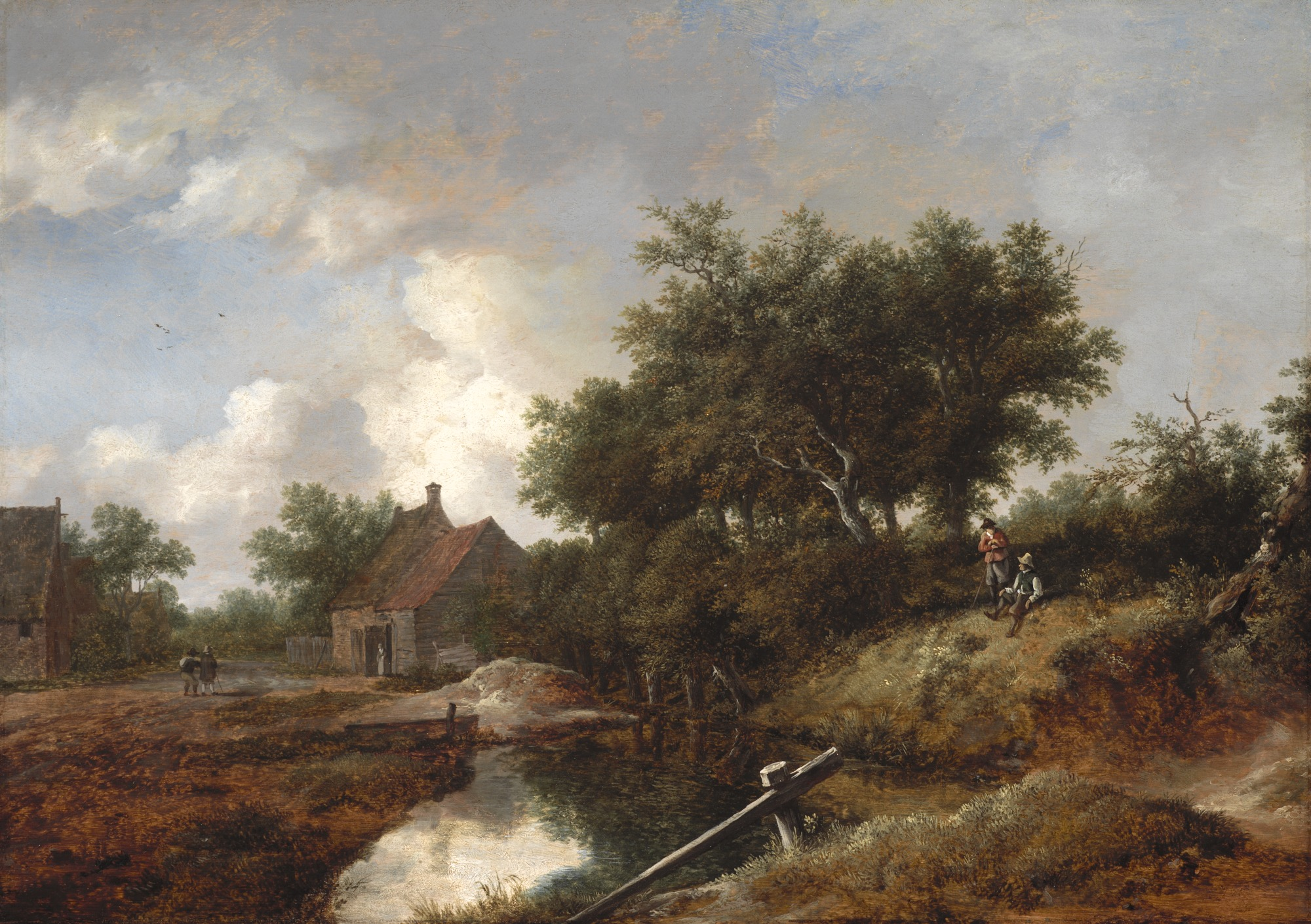
イサーク・ファン・ロイスダール作「森の中の農場に続く小道」
デトロイト美術館

イサーク・ファン・ロイスダール（Isaack van Ruisdael、1599年 - 1677年10月4日（葬礼日））は、オランダの風景画家である。より有名な画家、ヤーコプ・ファン・ロイスダールの父親である。

## 略歴
アムステルダム近くのナールデンで生まれた。弟に画家になったサロモン・ファン・ロイスダール(1602-1670)がいる。オランダ美術史研究所の研究によれば父親は Jacob Gooyerという名前で、イサークとサロモンは、ハールレム移り風景画家として活動するようになった後、ファン・ロイスダール（オランダ語のruis-daalは水路からの水の意、由来は父親の出身地のBlaricumにある古い城、Slot Ruysdaelに因むとする説もある。）を姓として名乗った。
イサーク・ファン・ロイスダールの作品として伝わっている作品の数は多くなく、18世紀初めに画家の伝記を出版したアルノルト・ホウブラーケンは息子のヤーコブの伝記中でイサーク・ファン・ロイスダールは、鏡や絵画の木彫額縁制作の仕事をしていたと伝えている。また別のホウブラーケンの記述ではBarent Gael(c.1630–1698)という画家の師匠であったと述べている。
弟のサロモンやハールレムで活躍した風景画家、ヤン・ファン・ホーイェン(1596-1656)のスタイルの風景画を描いたとされる。
1628年に風景画家となった息子のヤーコプ・ファン・ロイスダールが生まれている。
最初の妻が亡くなった後、1642年に再婚し、その年ハールレム画家組合の役員になった記録がある。1677年にハールレムでン没した。